# Simon Dyhr
Simon Dyhr (født 1. juli 1986) er en dansk ungdomspolitiker, der fra 2009-2011 var formand for Radikal Ungdom. 
Simon Dyhr er født og opvokset i Lejre ved Roskilde og gik gennem Youth for Understanding et år på high school i USA. Efter at have afsluttet handelsgymnasiet i Roskilde, læste han til bachelor i statskundskab fra Aarhus Universitet.
Han har siden sommeren 2009 læst statskundskab ved Københavns Universitet.
Han har tidligere været formand for Århus Radikale Ungdom samt formand for Radikal Ungdoms hovedbestyrelse. På Radikal Ungdoms landsmøde i oktober 2009 blev Simon Dyhr valgt som formand, og Christina Judson som næstformand.